# Rhinotorus forsii
Rhinotorus forsii är en stekelart som först beskrevs av Per Abraham Roman 1912.  Rhinotorus forsii ingår i släktet Rhinotorus, och familjen brokparasitsteklar. Arten är reproducerande i Sverige.